# ОШ „Десанка Максимовић” Драгочај
ОШ „Десанка Максимовић” једна је од основних школа у Бања Луци. Налази се у улици Драгочај бб, у Драгочају. Име је добила по Десанки Максимовић, српској песникињи, професорки књижевности и академику Српске академије наука и уметности.

## Историјат
Основана је 16. новембра 1909. године, када је уписан први ученик, под називом Народна основна школа „Драгочај”. Објекат школе, са једном учионицом и станом, су саградили мештани уз помоћ тадашње власти, а грађена је од камена. Први учитељ био је Стјепан Крањчевић, а укупно је уписано 67 ученика. Број се стално повећавао, тако да је школске 1945—46. године уписано 269 ученика, 1991—92. 442 ученика у 22 одељења, 1996—97. похађало ју је 395 ученика у 20 одељења, а школске 2010—11. 515 ученика у 24 одељења. У школи се изучавала само православна веронаука.
Школско подручје обухватају села и засеоци Драгочај, Рамићи, Куљани, Церици и Пријаковци. Објекат школе, грађен од камена у две етаже, је дограђиван неколико пута. Срушио ју је земљотрес 1969. године и од тада више није била употребљива. Наредну школску годину су ученици похађали у железничким вагонима, прилагођеним за тај рад. Нови објекат, у коме се и данас одвија настава, је почео са радом 1970.
У склопу школе су фискултурна сала површине 200 m², травнати стадион и асфалтно игралиште рукометних димензија. Школска библиотека броји 12.000 књига за ученике и наставнике. Од 2000. се сваке године штампају по два броја ђачког листа „Сањар”.
Школске 1994—95. школа мења назив и од тада до данас носи назив ОШ „Десанка Максимовић”. Године 2009. школа је обележила јубилеј 100 година постојања и рада, поводом ког је издата и монографија школе.